# Borut, karantanski knez
Borut (? - ?, oko 749.), knez slavenske kneževine Karantanije od 740. godine do svoje smrti. Prvi je povijesno zasvjedočeni karantanski vladar i ujedno posljednji neovisni slavenski knez tog teritorija. Morao se obratiti za pomoć Bavarcima zbog avarske opasnosti. Bavarci su mu pomogli, ali su istovremeno, oko 745. godine, podvrgnuli Karantance svojoj vlasti, ostavljajući im unutarnju samoupravu na čelu s knezom. Sporazumom s Bavarcima, Borut je morao predati svog sina Gorazda i nećaka Hotimira kao taoce te su oni odvedeni u Bavarsku gdje su primili kršćanstvo.

## Vanjske poveznice
- Borut - Hrvatska enciklopedija